# NGC 5632
NGC 5632 (= NGC 5691) is een sterrenstelsel in het sterrenbeeld Maagd. Het hemelobject werd op 9 mei 1853 herontdekt door de Amerikaanse astronoom George Phillips Bond. Het was reeds eerder ontdekt door William Herschel.

## De complexiteit van sterrenkundige ontdekkingen
Dat er verwarring kan ontstaan tijdens en na de ontdekking van een deepsky object vertelt het volgende, uit Wolfgang Steinicke's en Courtney Seligman's onderzoekproject om orde op zaken te stellen in de New General Catalogue:
- Discovered (Apr 11, 1787) by William Herschel (and later listed as NGC 5691). Recorded (May 9, 1853) by George Philips Bond (and later listed as NGC 5632). Also observed (date?) by Arthur von Auwers (and later listed as NGC 5632).
- A magnitude 11.8 spiral galaxy (type SBa?? pec) in Virgo (RA 14 37 53.3, Dec -00 23 56).
- Historical Identification: Per Dreyer, NGC 5632 (= GC 3898, G. P. Bond (#20, HN 11), 1860 RA 14 22 12, NPD 89 49.1) is a "nebula, 11th magnitude star 150 seconds to east (Auwers 33)". The position precesses to RA 14 29 22.6, Dec -00 26 43, but there is nothing there save a completely stellar field; as a result, until very recently, one of those stars was thought to be what Herschel and Bond observed. However, in 2015 Yann Pothier suggested and Steinicke showed that if Bond misidentified his 11th magnitude reference star, then the three apparently stellar objects he observed on the same night (NGC 5632, 5651 and 5658) were actually duplicates of other NGC objects (in this case, NGC 5691).